# SeolA
Kim Hyun-jung (Hangul: 김현정; Hán-Việt: Kim Hiền Tinh; sinh ngày 24 tháng 12 năm 1994), thường được biết đến với nghệ danh SeolA (Hangul: 설아), là một nữ ca sĩ Hàn Quốc, thành viên của nhóm nhạc nữ Cosmic Girls (WJSN) do công ty Starship Entertainment và quản lý, ra mắt ngày 24 tháng 2 năm 2016.

## Tóm tắt sự nghiệp
SeolA sinh ngày 24 tháng 12, tại Hapjeong-dong, Seoul, Hàn Quốc.

### Trước khi ra mắt
SeolA bắt đầu đào tạo lần đầu tại Media Line Entertainment 3 năm trước khi về với Starship Entertainment.
Năm 2012, cô xuất hiện trong MV Janus của Boyfriend.
Năm 2014, cô xuất hiện trong MV "Without You" của Mad Clown và Hyorin.
Năm 2015, cô xuất hiện trong MV "24/7" của Junggigo.
SeolA đã xuất hiện trên " Nintendo Wii Just Dance" Commercial cùng với Nayeon và Jeongyeon của Twice.

### Ra mắt cùng Cosmic Girls
Ngày 21 tháng 12 năm 2015, nhóm phát hành một bìa Giáng sinh "All I Want For Christmas Is You" của Mariah Carey thông qua kênh JUSE của YouTube. Video được thực hiện với tám thành viên đã tiết lộ trước công chúng: Cheng Xiao, Bona, Dayoung, Eunseo, SeolA, Exy, MeiQi và Dawon.
SeolA là thành viên đầu tiên được Starship Entertainment giới thiệu là thành viên của nhóm nhạc Cosmic Girls, và chính thức ra mắt cùng Cosmic Girls vào ngày 25 tháng 2 năm 2016 với mini album đầu tay mang tên WOULD YOU LIKE? với bài hát chủ đề "MoMoMo"
SeolA ra mắt với vai trò là thành viên nhóm nhỏ Sweet, lead vocal của Cosmic Girls.
Vào ngày 2 tháng 5 năm 2018, Starship Entertainment và Fantagio Music đã thông báo thành lập nhóm dự án gồm 4 thành viên giữa Cosmic Girls và Weki Meki, gọi là WJMK, gồm: SeolA, Luda, Doyeon và Yoojung. Ngày 1 tháng 6, đĩa đơn "Strong" của họ đã được phát hành cùng với MV.
Starship Entertainment xác nhận debut unit WJSN The Black với 4 thành viên gồm: SeolA, Exy, Bona và Eunseo với single album "My Attitude". Ngày 12 tháng 5 năm 2021, WJSN The Black chính thức ra mắt với MV "Easy".

## Sự nghiệp âm nhạc
| Năm  | Bài hát               | Thông tin thêm                                                     |
| ---- | --------------------- | ------------------------------------------------------------------ |
| 2017 | Kiss Me               | Quảng cáo thương hiệu mỹ phẩm làm đẹp Kiss Me                      |
| 2018 | Strong                | WJSN hợp tác cùng Weki Meki cho ra nhóm nhỏ WJMK                   |
| 2018 | Love Virus            | Hợp tác cùng Kihyun (Monsta X) OST What's Wrong with Secretary Kim |
| 2020 | See Saw               | Hợp tác cùng Park Kyung OST Backstreet Rookie                      |
| 2021 | At the end of the day | OST Growing Season                                                 |

## Phim đã tham gia
| Năm  | Tựa đề                         | Đơn vị        | Nhân vật  | Ghi chú   | Nguồn         |
| ---- | ------------------------------ | ------------- | --------- | --------- | ------------- |
| 2017 | Chicago Typewriter             | tvN           |           | Cameo     | [ 12 ]        |
| 2017 | Good Morning Double Decker Bus | Naver TV      | Shi Young | Vai phụ   | [ 13 ]        |
| 2020 | Goedam 1                       | V Live        | Somin     | Vai chính | [ 14 ]        |
| 2021 | Goedam 2                       | Netflix       | Min Young | Vai chính | [ 15 ]        |
| 2021 | Love in Black Hole             | Tencent Video | Eunha     | Vai chính | [ 16 ] [ 17 ] |
| TBA  | Ghost Story                    | Netflix       |           | Vai chính | [ 18 ]        |

## Chương trình tạp kỹ
| Năm  | Chương trình        | Đơn vị | Ghi chú                              | Nguồn  |
| ---- | ------------------- | ------ | ------------------------------------ | ------ |
| 2018 | King of Mask Singer | MBC    | Dùng tên "Observatory" (Tập 173–174) | [ 19 ] |